# Oscar Florianus Bluemner
Friedrich Julius Oskar Blümner né le 21 juin 1867 et mort le 12 janvier 1938 et, après 1933, connu sous le nom d'Oscar Florianus Bluemner, est un peintre moderniste américain d'origine allemande.

## Jeunesse
Bluemner est né Friedrich Julius Oskar Blümner à Prenzlau, province de Brandebourg, le 21 juin 1867. Il étudie la peinture et l'architecture à l'École royale des beaux-arts de Berlin (de).

## Architecture
Bluemner s'installe à Chicago en 1893 où il travaille en tant que dessinateur indépendant à l'Exposition universelle. Après l'exposition, il a tenté de trouver du travail à Chicago. En 1901, il s'installe à New York où il n'arrive pas non plus à trouver un emploi stable. En 1903, il a créé le dessin gagnant pour le palais de justice du Bronx Borough à New York, bien qu'il soit attribué à Michael J. Garvin. Le scandale qui a entouré cette affaire a fait tomber le président de l'arrondissement Louis Haffen pour corruption et fraude.

## Peinture

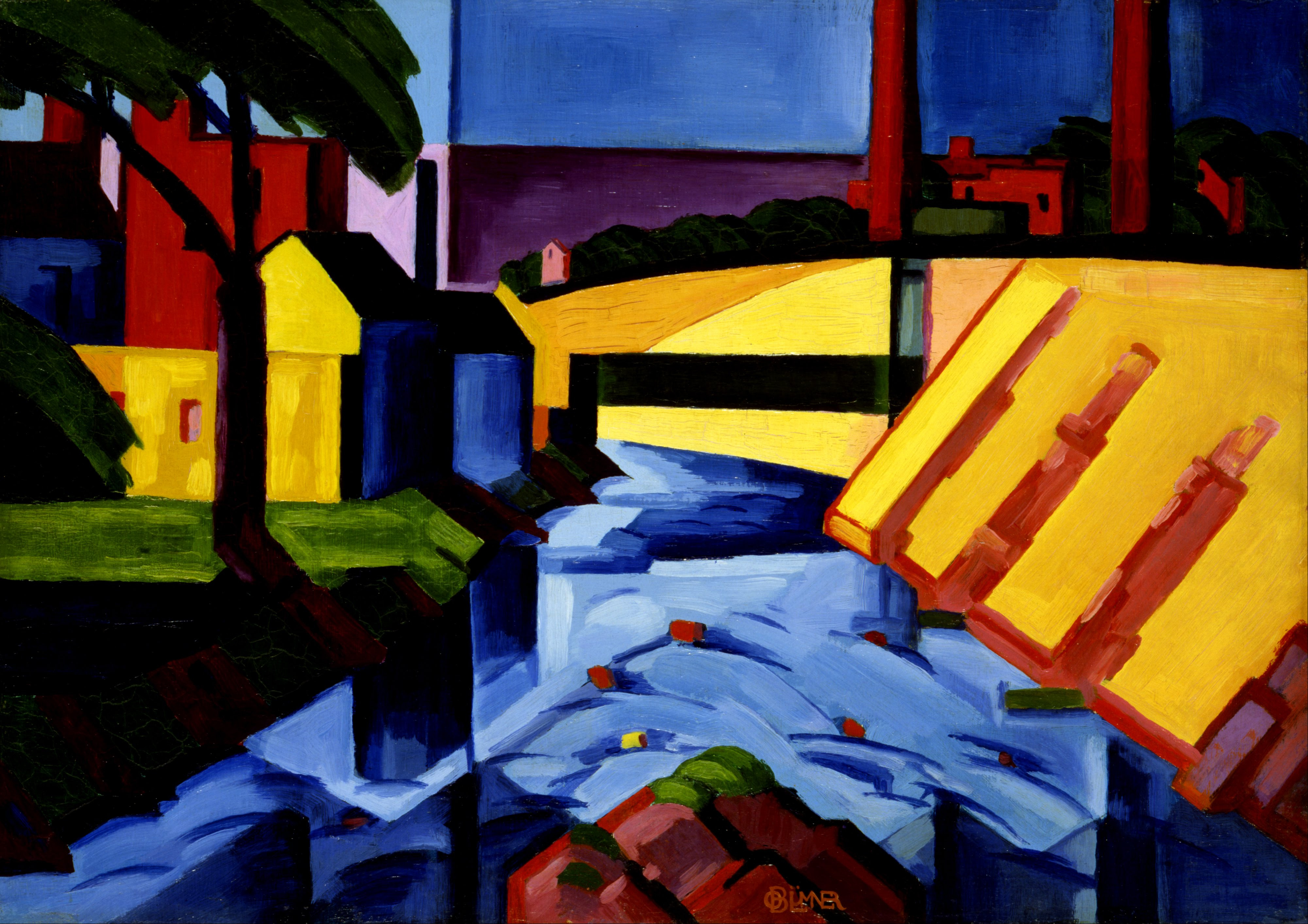
Evening Tones, 1911-1917, Washington, Smithsonian American Art Museum

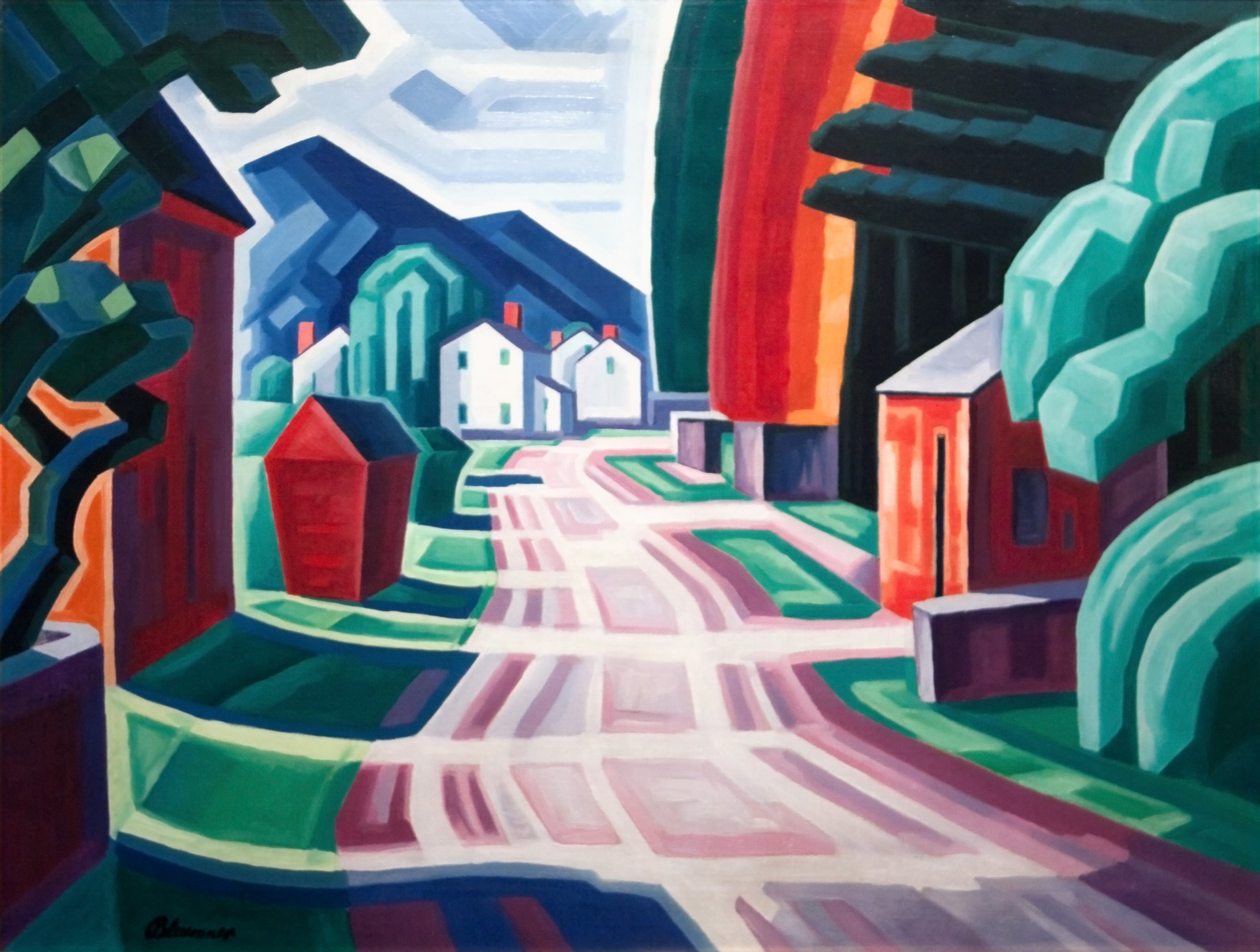
Form and Light, Motif in West New Jersey, 1914, Chattanooga, Hunter Museum of American Art

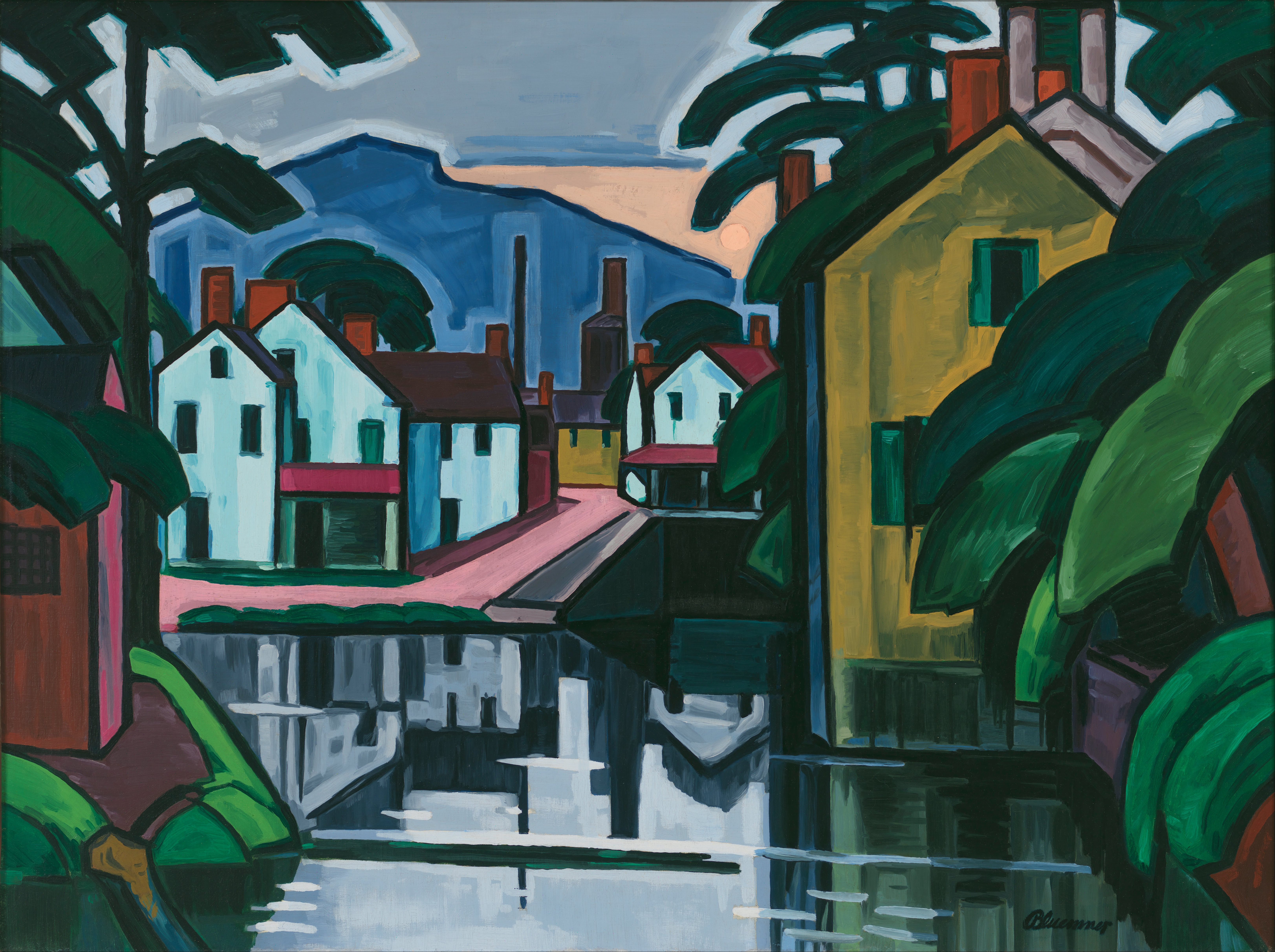
Old Canal Port, 1914, New York, Whitney Museum of American Art

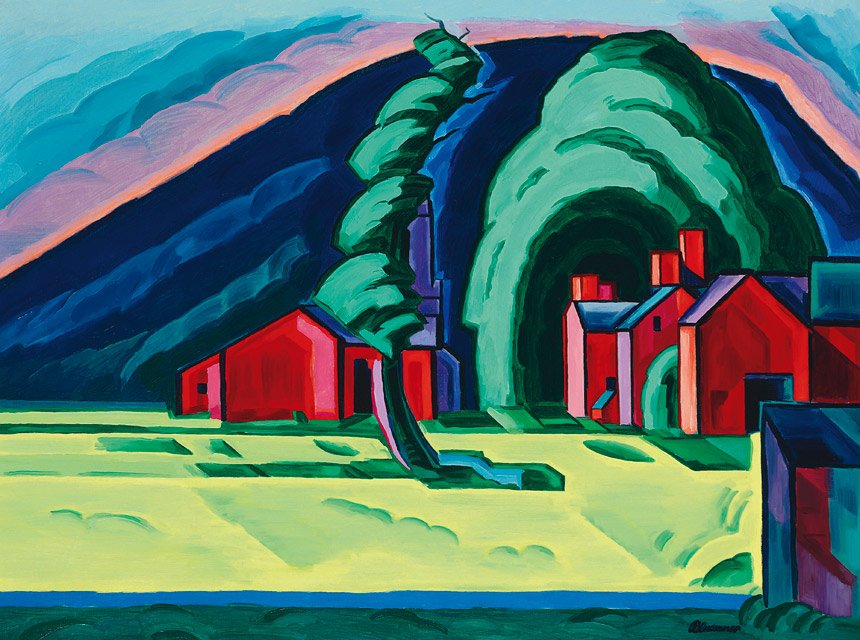
Illusion of a Prairie, New Jersey (Red Farm at Pochuck), 1915

En 1908, Bluemner rencontre Alfred Stieglitz, qui lui fait découvrir les innovations artistiques de l'avant-garde européenne et américaine. En 1910, Bluemner avait décidé de se consacrer à la peinture à plein temps plutôt qu'à l'architecture.
Il expose à l'Armory Show de 1913. Il a déclaré que la contribution des Américains ne correspondait pas à celle des Européens parce que le processus de sélection américain reflétait des rivalités et des compromis plutôt qu'un jugement curatorial, ce qui a donné lieu à un "mélange d'exemples antagonistes". Puis, en 1915, Stieglitz lui a donné une exposition personnelle à sa galerie, 291. Malgré sa participation à plusieurs expositions, y compris des expositions individuelles, Bluemner n'a pas réussi à vendre beaucoup de tableaux pendant les dix années suivantes et a vécu avec sa famille dans une situation de quasi-pauvreté.
Il a créé des tableaux pour le Fédéral Projet d'Arts dans les années 1930.

## Plus tard dans la vie
Après le décès de son épouse en 1926, Bluemner déménagé à South Braintree, Massachusetts. De là, en 1932, il a contribué à un débat en cours dans le New York Times sur la question "Qu'est-ce que l'art américain ?". Il a écrit : « L'Amérique vend ses chaussures, ses machines, ses conserves de bœuf et ainsi de suite en Europe et dans le monde entier, non pas parce qu'elles ont un style américain ou sont enveloppées dans le drapeau américain, mais simplement parce qu'elles sont les meilleures. Ainsi aussi, les Français exportent leurs peintures et leur contrôle des naissances, et les Allemands exportent la choucroute et les prima donnas, parce que ces choses, chacune, sont les meilleures. Aujourd'hui, pour la qualité, le nationalisme, en tant qu'attribut de race, ne signifie rien ; la chimie, l'astronomie ou l'ingénierie n'admettent, nulle part, aucune saveur nationale, pas plus que des choses plus élevées comme la religion ou la philosophie.
Faisons, ici, une peinture progressive et la meilleure, chacun comme il est apte à le faire, et demandons simplement : Qu'est-ce que la peinture, et quand, dans un sens critique ? Comment le peuple peut-il se mettre d'accord sur ce qu'est le style américain, si les peintres eux-mêmes, et par leur travail, sont en profond désaccord sur ce qu'est la vraie peinture elle-même ! Et il n'y a, et il y a toujours eu, rien de plus méprisable, ridicule et, pour l'art, désastreux, que le patriotisme, qui voile à peine le profit.
Idéalement, l'art, pur, est d'une sphère et d'aucun pays ; les premiers vrais artistes, toujours et partout, ont été soit des importateurs, soit des immigrants apportant la lumière avec eux. El Greco, un immigrant.... a défié les professeurs espagnols.... ; nous appelons maintenant son travail plus vraiment espagnol que celui de ses contemporains locaux. Et dans le même sens, l'avenir ne manquera pas de marquer celui de notre propre travail en tant qu'Américain particulier dans lequel le peintre vivant, ici, n'a injecté aucune pensée consciente de sa provenance de Hoboken ou de Kankakee, et toute considération de la peinture pure et moderne et de la qualité suprême dont il est peut-être capable. ».
Il avait un bon one-man show en 1935 à l' Marie Harriman Galerie dans la Ville de New York. Dans le New York Times, Edward Alden Jewell appelé Bluemner "apothéose". Il a écrit :
« Il est très vivant et a travaillé ces derniers temps....avec des résultats robustes[sic]. Ces vingt-huit toiles portent le titre générique "New Landscape Paintings". C'est parce que M. Blkuemner estime qu'un certain degré de "représentation" est essentiel si l'on veut que les idées abstraites soient mises de l'avant avec succès. Cependant, l'artiste les classe de manière plus complète et plus précise comme "compositions pour les thèmes de couleur". Il pourrait, s'il le voulait, même les appeler "musique de couleur" sans risquer l'opprobre qui assiste habituellement à des excursions dans un domaine si dangereux........ Ces images surprenantes construisent des harmonies et des rythmes qui dépendent en règle générale d'une simple déclaration. Ici, nous ne trouvons aucune des harmoniques et des sous-tons que d'autres artistes ont employés pour projeter de la musique visuelle. Bluemner s'appuie pour son effet sur des accords simples et résonnants. Bien que des modulations de tonalité se produisent, celles-ci semblent d'importance secondaire dans son schéma. Il y a décidément quelque chose dans ce nouveau style audacieux et exclamatif. »
Bluemner se suicide le 12 janvier 1938.

## Œuvres
| Année | Titre                                                                                                   | Image | Collection                              | Commentaires |
| ----- | --- | ----- | --------------------------------------- | ------------ |
| 1932  | De l'Imagination, de la caséine et de la terre à l'aquarelle (préparés par l'artiste sur papier conseil | vue   | Corcoran Gallery of Art, Washington, DC | PEI 08260662 |